# Moleque Danado
"Moleque Danado" é o primeiro single do grupo de samba Oba Oba Samba House, extraído do seu álbum Ao Vivo no Rio.

## Lista de faixas
| Download digital |                  |         |  |
| N.º              | Título           | Duração |  |
| 1.               | "Moleque Danado" | 2:59    |  |

## Desempenho nas tabelas musicais
| Tabela musical (2014)                       | Melhor posição |
| ------------------------------------------- | -------------- |
| Brasil - (Billboard Brasil Hot 100 Airplay) | 60             |